# Yurameki
"Yurameki" (ゆらめき) é um single da banda japonesa de rock Dir en grey, lançado em 20 de janeiro de 1999 pela East West Japan. Foi usado como música de abertura do anime Nihon'ichi no Otoko no Tamashii (日本一の男の魂), apresentado pela TBS.
Foi lançado simultaneamente com "Akuro no Oka" e "Zan" como os primeiros lançamentos da banda em uma grande gravadora. Os três foram regravados no single "19990120", que foi lançado em 17 de janeiro de 2024 e comemora os 25 anos de estreia da banda em uma grande gravadora.

## Produção e temas
"Yurameki" foi produzido por Yoshiki, líder da banda X Japan. A faixa título foi composta pelo baterista Shinya enquanto as letras foram escritas pelo vocalista Kyo. O website CD Journal elogiou o riff da guitarra e descreveu a melodia como cativante. Também comentou que a música fala sobre fim de relacionamentos. "Akuro no Oka" foi composta pelo guitarrista Kaoru e uma versão remixada é incluída como lado B do single.

## Recepção
Alcançou a quinta posição na Oricon Albums Chart e ficou na parada por oito semanas. Em fevereiro de 1999 foi certificado disco de ouro pela RIAJ por vender mais de 100 mil cópias.
A banda R-Shitei fez um cover de "Yurameki" para o álbum CRUSH! -90's V-Rock Best Hit Cover Songs, que apresenta artistas visual kei recentes tocando músicas de bandas que foram importantes para o movimento nos anos 90.

## Faixas
Todas as letras escritas por Kyo. 
| N.º            | Título                    | Música         | Duração |  |
| 1.             | "Yurameki" (ゆらめき)     | Shinya         | 5:06    |  |
| 2.             | "Akuro no Oka K.N.Y. Mix" | Kaoru          | 5:51    |  |
| Duração total: | Duração total:            | Duração total: | 10:57   |  |

## Ficha técnica
Dir en grey
- Kyo (京) – vocais
- Kaoru (薫) – guitarra
- Die – guitarra
- Toshiya – baixo
- Shinya – bateria

Produção
- Yoshiki – produção